# Smallville Season 11
Smallville Season 11 è un fumetto statunitense pubblicato dalla DC Comics ambientato dopo gli eventi della serie televisiva Smallville.
Dopo la fine della decima stagione della serie televisiva Smallville, la DC Comics annuncia la pubblicazione periodica dell'omonimo fumetto, le cui vicende continuano proprio dalla fine dell'ultima stagione, e cioè da quando Clark riesce a sventare la minaccia di Darkseid. Il primo numero digitale è stato pubblicato il 13 aprile 2012, mentre in formato cartaceo il 2 maggio. Come la serie TV, anche il fumetto è a cura di Bryan Q. Miller. In Italia è stata pubblicata per la prima volta nel marzo 2013 da RW Edizioni nello spillato Arrow/Smallville, contenente anche il primo episodio a fumetti della serie Arrow.
Nel mese di gennaio 2013 viene decisa l'uscita di numeri "speciali" riguardanti avventure secondarie che avvengono sempre nella stessa linea temporale del fumetto. Nel mese di agosto 2013 viene ufficializzata la chiusura della Season 11 (totale 19 numeri, ultimo ep.11x19). Le avventure continueranno comunque in nuove pubblicazioni sotto il nome di Smallville Miniseries.

## Storie parallele
Originariamente previsti per essere rilasciati ogni quarto venerdì del mese, questi capitoli digitali di archi narrativi supplementari sono stati introdotti dopo la terza storia principale, Haunted, per caratterizzare altri eroi e personaggi secondari per espandere l'universo di Smallville.
Considerate "episodi" separati, queste storie "parallele" sono composte da soli quattro capitoli e sono ambientate cronologicamente parallele all'arco principale della storia principale. (Ad esempio l'arco della storia parallela di Effigy è stato rilasciato in mezzo all'arco della storia principale di Haunted ei suoi eventi si sono verificati contemporaneamente agli eventi di Haunted). Mentre non esiste una pratica stabilita quando i capitoli paralleli rompono il loro arco primario del partner, spesso Due dei quattro capitoli di ogni storia verranno eseguiti in settimane consecutive.
Come originariamente concepito, i capitoli dovevano essere rilasciati esclusivamente in formato digitale e non pubblicati in edizioni di stampa per preservare il programma di stampa regolare degli archi di storia primaria. Tuttavia, l'8 febbraio del 2013, è stato annunciato che l'uscita di Effigy sarebbe stata rilasciata in una edizione di stampa raccolta chiamata Smallville: Season 11 Special #1 il 29 maggio 2013. Le successive storie parallele sono da allora pubblicate in "specials" di stampa.
Sebbene il banner del titolo di stagione cesserà con le conclusioni sia della storia parallela Hollow che dell'arco principale di Olympus, la continuità proseguirà attraverso varie mini-serie che continueranno l'attuale formato di stampa digitale. Le storie parallele verranno stampate sotto il titolo di Smallville Special.

## Numeri
| nº            | Titolo originale       | Titolo italiano        | Prima pubblicazione |
| ------------- | ---------------------- | ---------------------- | ------------------- |
| 11x01         | Guardian 1ª Parte      | Guardian               | maggio 2012         |
| 11x02         | Guardian 2ª Parte      | Guardian               | giugno 2012         |
| 11x03         | Guardian 3ª Parte      | Guardian               | luglio 2012         |
| 11x04         | Guardian 4ª Parte      | Guardian               | agosto 2012         |
| 11x05         | Detective 1ª Parte     | Detective              | settembre 2012      |
| 11x06         | Detective 2ª Parte     | Detective              | ottobre 2012        |
| 11x07         | Detective 3ª Parte     | Detective              | novembre 2012       |
| 11x08         | Detective 4ª Parte     | Detective              | dicembre 2012       |
| 11x09         | Haunted 1ª Parte       | Haunted                | gennaio 2013        |
| 11x10         | Haunted 2ª Parte       | Haunted                | febbraio 2013       |
| 11x11         | Haunted 3ª Parte       | Haunted                | marzo 2013          |
| 11x12         | Haunted 4ª Parte       | Haunted                | aprile 2013         |
| 11x13         | Argo 1ª Parte          | Argo                   | maggio 2013         |
| 11x14         | Argo 2ª Parte          | Argo                   | giugno 2013         |
| 11x15         | Argo 3ª Parte          | Argo                   | luglio 2013         |
| 11x16         | Olympus 1ª Parte       | Olympus                | agosto 2013         |
| 11x17         | Olympus 2ª Parte       | Olympus                | settembre 2013      |
| 11x18         | Olympus 3ª Parte       | Olympus                | ottobre 2013        |
| 11x19         | Olympus 4ª Parte       | Olympus                | novembre 2013       |
| 11xSpeciale.1 | Effigy (fuori/serie)   | Effigy (fuori/serie)   | maggio 2013         |
| 11xSpeciale.2 | Valkyrie (fuori/serie) | Valkyrie (fuori/serie) | luglio 2013         |
| 11xSpeciale.3 | Hollow (fuori/serie)   | Hollow (fuori/serie)   | ottobre 2013        |

### Guardian
- 11x01

Sei mesi dopo l'evento denominato "Contact" (la minaccia oscura ed aliena sulla Terra, sventata da Superman), in tutto il mondo si sta diffondendo preoccupazione e paura. A Metropolis invece nessuno si è mai sentito così sicuro, vedendo ogni giorno il loro salvatore.
Dall'altra parte della città, Lex Luthor diventa capo della ri-battezzata LexCorp; dalla finestra osserva il volo mattiniero di Superman con il suo nuovo costume.
Nel frattempo la Piattaforma Korolyov della Federazione spaziale russa, in orbita sopra la Terra, impegnata nel monitoraggio di segnali di vita aliena, viene improvvisamente attaccata da una misteriosa energia dall'esterno che depressurizza la stazione. Superman non tarda ad arrivare, salvando gli scienziati e riavviando la gravità artificiale. Completato anche quest'ultimo salvataggio vola verso Lois, a casa Kent, per discutere del rinvio del loro matrimonio.
Alla LexCorp, Lex incontra il padre di Lois, il generale Sam Lane per discutere le sue espressioni pubbliche sulla mancanza di risposta da parte dei militari durante il “Contact”.
Lex spiega che il paese ha bisogno di difendersi come i russi hanno fatto finora, cioè mettendo il Korolyov in orbita.
Il generale Lane credeva che la stazione russa fosse solo un laboratorio di ricerca privatizzata e spiega come possa essere pericoloso mettere testate armate nello spazio, che potrebbero facilmente essere girate sul pianeta.
Lex chiede allora come Superman possa non essere visto come una minaccia se voltasse le spalle alla Terra. Il generale risponde che se succederà se ne occuperà personalmente.
In edicola Lex e Clark si incontrano. Il primo racconta della vendita del Daily Planet, ormai sempre più tabloid che giornale e che è venuto a sapere della loro grande amicizia in passato, dato che la sua memoria non è più tornata. Andando via Lex ode una voce familiare… quella di Tess.
Alle porte di Metropolis un gruppo di loschi individui scarica misteriosi scatoloni, fino a quando compare Oliver Queen/Freccia Verde, mettendo al tappeto tutti i sovversivi, tranne uno che tenta di colpirlo mortalmente. Per sua fortuna, il petto di acciaio di Superman si frappone fra lui e il razzo.
Intanto a Watchtower, Lois e Chloe riescono ad accedere alle immagini della stazione Korolyov, rimanendo stupefatte alla vista di una strana navicella nelle vicinanze della Terra.
- 11x02

In seguito a ripetute allucinazioni visive su Tess, Lex va a fare accertamenti presso l'ospedale generale di Metropolis, dove gli viene rassicurato che la neurotossina non ha creato altri danni collaterali, anzi, ha aumentato le sue doti intellettive. All'uscita dell'ospedale le allucinazioni si fanno sempre più insistenti. Nel frattempo Clark cerca la navicella nello spazio profondo, senza alcun risultato, nemmeno con i suoi nuovi poteri visivi. Alla conferenza della LexCorp, Lex presenta quello che per lui sarà il “loro Superman”: il comandante Hank Henshaw.
Fuori città Lex prepara il lancio della Stazione Spaziale Armata Americana. Watchtower visiona il lancio, ma qualcosa va storto, e nel cielo si verifica un'esplosione. Una nube di radiazioni avvolge lo shuttle, Superman vola verso l'abitacolo pilotato da un Henshaw in gravi condizioni, che viene quindi salvato e portato ai più vicini soccorsi.
- 11x03

Chloe scopre che la navicella aliena sospetta è caduta presso un campo nelle vicinanze e quindi si dirige li con Freccia Verde. Dopo varie ricerche trovano la navicella, che stranamente, ha il logo delle Queen Industries. Oliver rimane confuso dalla vicenda.
Intanto alle StarLabs(Laboratori Swann), Henshaw è sotto le cure del dott.Emil; le sue condizioni sono gravi e irreversibili. Superman vola infuriato da Lex per chiedere spiegazioni sull'accaduto. Lex nega tutto mentre la difesa militare intima la resa a Superman; comincia quindi un lungo inseguimento in cielo fra gli aerei militari e Superman, che culmina con il Generale Lane che rischia di far precipitare il suo aereo proprio addosso a sua figlia Lois. Fortunatamente Superman è li, e la salva. Dopo aver visto questo avvenimento il Gen.Lane abbandona l'inseguimento. Intanto alle StarLabs, Lex promette alla sig.ra Henshaw di poter aiutare suo marito; per fare questo avrà bisogno dell'ultima ricerca di Emil: i "droni".
Freccia Verde e Chloe continuano le loro ricerche nella vegetazione trovando alcune strane impronte.
Nel frattempo alle StarLabs l'esperimento di Lex va a buon fine: ha trasferito la coscienza di Henshaw in un drone trasformandolo in una specie di Cyborg. Al risveglio, scioccato, nel suo nuovo corpo, davanti agli occhi increduli di Emil, afferra per il collo Lex.
- 11x04

Superman, appena riceve il messaggio di aiuto da parte di Emil, vola verso le Starlabs dove trova un pericolosissimo Henshaw/Drone; dopo una colluttazione, quando Superman crede di averlo messo al tappeto, il Drone si riavvia e potenzia. Avviene un inseguimento fra i palazzi di Metropolis finché Superman riesce a farlo ragionare. Quest'ultimo prende accordi con le Starlabs per aiutarlo, facendolo rimanere attivo, ma senza corpo. Nel frattempo Chloe e Freccia Verde, riescono a trovare il pilota della nave misteriosa; è Chloe2, proveniente da un mondo alternativo (quella oscura visitata da Clark l'anno prima nella -stagione10-), il quale pianeta oramai non esiste più, ed è alla ricerca di Clark. Poco dopo qualche misterioso personaggio la riduce in fin di vita, dicendogli che questo mondo farà la fine dell'altro. Superman si dirige alla LexCorp per poter comprendere da Lex tutto l'avvenuto. Qui scopre e ne ha conferma dallo stesso Lex che tutto faceva parte di un suo piano: lancio, incidente, e radiazioni emanate; con le quali Lex, può, da ovunque, capire la posizione di Superman. Quest'ultimo racconta la situazione a Lois. I due dovranno stare parecchio lontani per non far capire la sua identità e copertura. Intanto all'ospedale di Smallville, viene dichiarata deceduta Chloe2. Il suo ultimo messaggio, dato ad Oliver, è per Clark: "Dite a Clark che la CRISI sta arrivando".

### Detective
- 11x05

Oliver trova un modo per far rimbalzare i segnali fra i suoi satelliti e quelli di Lex; così che Clark/Superman possa restare, senza essere scoperto nella Fortezza della solitudine con Lois. Intanto a Gotham City alcuni criminali in strada hanno a che fare con il traffico d'armi; non tardano ad arrivare Batman e Nightwing, che mettono tutti al tappeto; uno dei malviventi, sotto minaccia di Batman, fa il nome del loro mandante: Joe Chill. L'uomo pipistrello, non appena sente quel nome, decide che è il momento di partire per Metropolis.
Lex nel suo ufficio programma la sua giornata, nella quale c'è un incontro con la Wayne Enterprises. Al Daily Planet Lois è intenzionata ad un nuovo articolo su Superman mentre c'è panico in città. Un uomo, con una tuta di teletrasporto, tiene in ostaggio uno scuolabus agganciato ad una gru sulla quale è agganciata una bomba. Superman, arrivato sul punto, blocca il malintenzionato (consegnandolo alla polizia); con la sua vista a raggi X scopre che la tuta è prodotta dalla Lexcorp. Tutta la scena avviene sotto gli occhi di molta gente, tra cui Bruce Wayne/Batman e Barbara Gordon/Nightwing. In seguito avviene l'incontro programmato fra Wayne e Lex, nel quale Lex rifiuta la proposta di Wayne relativa ad un reattore in Antartide in quanto ancora in difficoltà con la ripresa societaria, dopo la morte di Tess. Durante l'incontro arriva Superman che chiede a Lex delucidazioni private sul "particolare abito" del malvivente. Lex racconta che il furto è avvenuto durante il traffico notturno di scatoloni scoperto da Freccia Verde. Il primo indiziato di Superman diventa il Giocattolaio, che però risulta ben isolato alla prigione di Stryker. Intanto dall'altra parte della prigione il detenuto Bruno Mannheim riceve la "visita" di Batman, il quale gli chiede informazioni su Joe Chill, quando irrompe anche Superman. Batman con un colpo "shock" lo mette al tappeto.
- 11x06

Mentre Oliver e Chloe discutono sulla misteriosa "Crisi", lui chiede a quest'ultima di indagare su alcuni strani messaggi che gli arrivano sul cellulare. Watchtower intanto avvisa loro dell'evasione di Mannheim dalla prigione di Stryker. Intanto Emil cerca di trovare accesso alla scatola nera della navicella Terra2. Nel frattempo, durante lo scontro fra Batman e Superman (e in altra posizione Freccia Verde e Nightwing), Superman capisce l'identità di Batman, facendoglielo notare. Quando i due ne hanno abbastanza, Batman spiega che ha bisogno di Mannheim perché sa qualcosa su Joe Chill (l'assassino dei suoi genitori, i signori Wayne). A questo punto Superman prende Mannheim e vola via, inseguito dal Bat-aereo; dietro di loro, in moto, Freccia Verde. Mannheim confessa a Superman che non fa più parte della gang del traffico elettronico in quanto il suo posto è stato preso da Chill. Lois comunica a Superman che Chill è sotto custodia dei federali e che, probabilmente, è una spia della gang e rischia grosso, e che Loomis (fan del giocattolaio) possa centrare qualcosa con la produzione. A notte fonda Batman e Superman si incontrano e decidono di collaborare per la questione Chill; accedono alla stazione segreta, eludono la sorveglianza e scoprono un Chill invecchiato e su una sedia a rotelle. Lex intanto gira per casa sonnambulo "manovrato" da Tess, ed invia strani messaggi ad Oliver. Chill si ammette dispiaciuto per l'accaduto ai sig.ri Wayne, quando ad un tratto entrano nella stanza Prankster e Mister Freeze.
- 11x07

Lois va a fare visita al Giocattolaio per avere informazioni su Loomis; qui scopre che potrebbe usare meteoriti per raggiungere i suoi scopi. Intanto dopo una lunga lotta Loomis spara proiettili di kryptonite verso Superman, e Batman, dopo aver messo in salvo Chill, si trova faccia a faccia con la pistola congelatrice di Mr.Freeze.
Oliver intrattiene una telefonata con Lex riguardo agli strani messaggi ricevuti, ma in realtà è per prendere tempo e permettere a Chloe di hackerare il satellite di Lex. Dopo il buon esito riescono a monitorare la posizione di Clark/Superman, che stranamente sembra immobile. Intanto arriva anche la polizia e con loro Lois, all'esterno del rifugio. Batman riesce a liberarsi dalla trappola di ghiaccio di Mr.Freeze; vicino a lui, Chill morto e completamente congelato; Batman si dirige quindi nell'altra stanza, dove Superman giace a terra, in fin di vita, coperto di sangue. Accorre in loro aiuto, in modalità auto-pilota, la bat-mobile, e i due si dileguano lasciandosi alle spalle l'esterno del rifugio.
Watchtower e Lois si collegano con Nightwing dicendo di comunicare a Batman di estrarre i proiettili da Superman ed esporlo alla luce del sole. Comincia quindi un inseguimento per la città, tra la bat-mobile e gli agenti di polizia; fortunatamente Nightwing e Freccia Verde fanno guadagnare tempo affinché Batman estragga i proiettili. Intanto Chloe comunica a Oliver di far sapere agli agenti che gli assassini di Chill sono Loomis e Mr.Freeze, e non Batman come suppongono. Nel frattempo, in una caverna segreta, Loomis e Mr.Freeze riescono ad accedere alla posizione di Batman e Superman, avendo sparato loro contro ricetrasmittenti miste a proiettili.
- 11x08

Mentre Lex e Tess hanno la loro comunicazione "interna", nella nave Leviathan (bat-nave), Clark si risveglia sotto le cure di Lois e Barbara Gordon, e si dirige verso l'officina di Bruce Wayne, che sta preparando armature rigide (con ovviamente i loro simboli) per potersi confrontare con i due sovversivi. Bruce mediante i suoi sistemi elettronici, riesce a trovare un probabile loro rifugio (data l'alta concentrazione di kryptonite). Quindi, con il bat-sommergibile, fra le acque di Metropolis cominciano il loro viaggio. Intanto Oliver e Chloe raccontano ai federali quanto accaduto ed i veri colpevoli sull'omidicio Chill. Fuori dal Leviathan, alcuni malviventi armati dell'Intergang si preparano a entrare. Nel rifugio, Loomis (soprannominato "l'imbroglione"/The Prankster) rompe di proposito gli accordi con Mr.Freeze facendogli andare in tilt l'armatura.
Alla base aerea militare di Metropolis, un giocattolo prende elettronicamente il controllo della base facendo partire gli aerei, puntandoli verso il Leviathan. Intanto Batman e Superman arrivano al rifugio. Superman si occupa di Loomis (anche lui con massiccia armatura). Nonostante ciò la kryptonite lo mette al tappeto. Batman intanto si mette alla ricerca di Mr.Freeze. Al Leviathan Nightwing e Lois non riescono a tenere testa all'Intergang, ma ad un certo punto si sentono dei razzi sparati verso di loro da alcuni aerei. Nella città Mr.Freeze è in tilt; Freccia Verde prova a fare qualcosa ma è troppo tardi e si cominciano a verificare esplosioni di ghiaccio.
Batman arriva sul posto, salva la città e Mr.Freeze, togliendo le batterie dell'armatura di ghiaccio. Intanto il Leviathan sta affondando; giusto in tempo arriva Superman e alza l'immensa nave al di sopra delle acque. Qualche ora dopo Superman e Bruce si rincontrano, parlando dei propri cari, e salutandosi si danno accordo di collaborazione. In un parco Chloe dice ad Oliver di aspettare un bambino da lui. A casa Luthor, Lex confida alla sua immaginaria Tess che ha scoperto un modo per entrare nei suoi ricordi e scoprire quello che lui ha dimenticato.

### Haunted
- 11x09

Lex grazie ad un congegno riesce ad entrare nella sua mente, nel lato governato da Tess, ma proprio quando sta per individuare l'identità di Superman, viene fermato da Otis, il suo collaboratore, che lo avvisa sui disordini in città. Superman è alle prese con il Dottor Jones (detto Psimon), uno scienziato con cranio luminoso (a causa di Lex) che avvolge la città nel caos con i suoi raggi distruttivi. Lex arriva sul posto e per sua fortuna Superman lo salva dalla pazzia dello scienziato. Purtroppo non può molto contro la sua velocità, ma per sua fortuna arriva una sua vecchia conoscenza, Impulse (Flash), che mette al tappeto lo scienziato.
Lois intrattiene un discorso con Lex sul passato di Psimon, quando per un attimo, Tess prende il controllo di Lex, e lascia a Lois un biglietto con scritto "aiuto". Superman e Impulse, come ai vecchi tempi, fanno una gara a chi arriva prima in India. Arrivati sul posto Chloe avverte loro di andare subito in Francia.
Lex va a fare visita a Psimon, rinchiuso in isolamento, al quale chiede di aiutarlo a ricordare il suo passato. Psimon declina la sua richiesta. Intanto in Francia, il Louvre è assediato da numerosissime scimmie comandate da Mallah (guidato a sua volta da Brain). I due supereroi riescono a salvare i turisti. Impulse ha la visione di un demone, e non sembra essere la prima volta.
- 11x10

Impulse racconta a Superman che ha le visioni di un demone oscuro da quando Lex, anni fa, lo portò al massimo della sua velocità, in un suo esperimento. Da allora, sente sempre la sua presenza. Superman promette di aiutarlo. Intanto Lois visita i resti di un vecchio laboratorio della LuthorCorp (distrutto dalla Justice League anni fa) dove alcuni operai stanno scavando; all'improvviso una radiazione di velocità uccide uno di loro, scheletrizzandolo.
Lois, con l'aiuto della Watchtower, riesce ad infiltrarsi nei laboratori di Lex, per capire qualcosa sullo strano "biglietto di aiuto" e sulla sua strana personalità. Intanto Superman e Impulse si dirigono verso le StarLabs; lì il Dr.Emil effettua dei test per capire cosa affligga Impulse. Portando i due supereroi alla stessa super-velocità, anche Superman riesce a vedere l'orribile demone.
Lois racconta a Clark che l'incidente successo al vecchio laboratorio non è il solo; avviene in qualunque luogo sia stato Impulse. Lois viene a sapere dal suo assistente che la calligrafia del biglietto di Lex appartiene a Tess. Alle StarLabs il Dr.Emil mostra ad Oliver che ha ibernato Chloe2 con le macchine prelevate dalla LexCorp. In questo modo sarà possibile vedere i ricordi di Chloe2 attraverso la loro Chloe. Per aiutare Impulse, Superman lo accompagna alla vecchia base della J.S.A., in modo da trovare informazioni su Jay Garrick (il primo Flash). Intanto il Dr.Emil effettua il collegamento cerebrale fra le due Chloe.
- 11x11

Superman e Impulse vanno a fare visita a Jay Garrick, il quale dice loro di aver smesso la sua attività di supereroe dopo aver visto il demone, denominato Flash Nero, e che bisogna: o affrontarlo, con il rischio di morire, oppure smettere di correre.
Watchtower comunica ai tre che il centro principale delle radiazioni di velocità del demone è situato a Las Vegas.
Superman vuole aiutare Impulse, così il Dr.Hamilton prepara per Clark una tuta blu luminescente di energia per raggiungere grandi velocità.
Nel frattempo "nella mente di Chloe2"; Terra2 (6 anni prima): panico e morte al liceo di Smallville, Clark (in versione dark) uccide uno ad uno le persone che lui crede infette da meteorite, bruciandole. Oliver2 è alla ricerca di kryptonite verde per fermare ad ogni costo Clark.
Sempre "nella mente di Chloe2"; Terra2 (2 anni prima): Oliver2 dice a Chloe2 di voler sposare la sua ragazza: Lois2.
Intanto sulla Terra1 (oggi) Lois, dopo un incontro con Psimon, capisce che Tess, a volte, prende il controllo di Lex. Visto che Otis (appena licenziato da Lex) non collabora, Lois chiede aiuto a Barbara Gordon/Nightwing, sicuramente più convincente di lei.
Intanto Superman, a Las Vegas, decide di sfidare da solo Flash Nero; Impulse decide che non può restarsene lì con le mani in mano, perché quella è la sua battaglia. A grande velocità raggiunge anche lui Las Vegas.
- 11x12

"Nella mente di Chloe2"; Terra2 (1 anno prima): Oliver2 tiene un discorso in pubblico con il quale promuove la kryptonite verde come strumento di difesa da utilizzare contro il pericoloso "UltraMan" (Clark "Luthor"). Il tutto fa però parte di un piano per farlo uscire allo scoperto. Chloe2 è appostata su un palazzo con un fucile carico di proiettili "verdi". Ultraman arriva ed afferra per il collo Oliver2.
Terra1 (oggi): Impulse, nel suo viaggio verso Las Vegas riesce a raggiungere velocità incredibili, imparando a catturare le radiazioni che compaiono nel mondo. Quindi fa mettere da parte Superman, e con la sua massima potenza si prepara ad affrontare Flash Nero. Il loro violento scontro provoca una grande esplosione. I due scompaiono nel nulla.
"Nella mente di Chloe2"; Terra2 (2 mesi prima): si ripete la scena alla quale hanno assistito Oliver e Chloe, con Chloe2 assassinata da un uomo misterioso su Terra1, una "sentinella".
Terra1 (oggi): Superman comunica a Watchtower che Impulse è scomparso, probabilmente morto; ne dà notizia anche al vecchio Jay. Arriva sul posto il dottor Emil, che comunica a Superman delle capacità ad alti livelli sfruttate da Bart e, che, grazie alla sua energia propagata, ha tolto via le radiazioni della Lexcorp dal suo corpo, e che può tornare alla sua vecchia vita senza essere più rintracciato.
Superman, Freccia Verde e Lois si dirigono a casa Luthor, dove sedano Lex e, grazie al dottor Emil, trasferiscono la memoria di Tess in un ologramma. I segreti sono al sicuro. Dopodiché Chloe comunica a Clark il probabile arrivo delle "sentinelle" della Crisi, alieni che hanno distrutto Terra2, e che teme per il futuro di suo figlio.

### Argo
- 11x13

In Antartide, un gruppo di esploratori è inseguito da una specie di yeti; nonostante arrivino Booster Gold e il suo amico robot tecnologico Skeets, solo l'arrivo del suo compagno Blue Beetle riesce a mettere in ordine la situazione. All'improvviso l'anello della Legione comunica il messaggio "Protocollo 6: Nessun Legionario".
Booster Gold va al Daily Planet per chiedere informazioni sul messaggio a Clark Kent; appena quest'ultimo tocca l'anello, si avvia il Protocollo e i due si ritrovano nel 31º secolo (nell'anno 3013 circa), con il pianeta invaso da misteriose navicelle.
Intanto una navicella perde quota, al suo interno ci sono Brainiac 5/Milton Fine e Lightning Lad/Garth Ranzz prigionieri di alcuni militari con cattive intenzioni; i due riescono a stordirli. Prima dell'impatto, Superman afferra la navicella e la porta a terra, mentre Booster Gold è intento ad evacuare la zona. Una volta riuniti, Superman, Brainiac 5 e Lightning Lad vengono messi in arresto dai militari. Brainiac 5 spiega a Superman che la Terra è in guerra contro un pianeta: Nuovo Krypton.
Booster Gold, utilizzando Skeets, con una scossa stordisce i militari liberando i tre, e si dirigono verso il rifugio della Legione. Qui Brainiac racconta a Clark la storia di Argo: una colonia sperduta di kryptoniani portati lì con il Libro di Rao grazie a Clark (fine nona stagione Smallville), dove sopravvissero e per secoli crearono una loro società, ma venne rifiutata nel trattato dei Pianeti Uniti perché visti come una minaccia. Alcuni terrestri pensano che i Legionari siano loro alleati. Brainiac 5 rivela inoltre che sua cugina Supergirl/Kara Zor-El è tenuta prigioniera dai terrestri. Superman vola verso la navicella di controllo terrestre guidata da Earth Man/Kirt Niedrigh e libera Kara.
- 11x14

Anno 3013: Kara racconta a Clark, che per ordine di Jor-El (fine decima stagione) è dovuta partire per il futuro così da fargli compiere il suo destino. Qui è entrata nel team dei Legionari fondato da Braniac 5. Insieme hanno trovato la colonia di Argo, l'unico posto a lei "familiare". La Legione avviò una missione diplomatica fra i pianeti, ma qualcuno della Terra la sabotò e fu guerra. Lasciò la Legione e divenne una spia di Argo. Intanto Kirt Niedrigh prepara con il Governo Terrestre l'attacco alla colonia Argo (Nuovo Krypton). Giunti sul pianeta, i Legionari Cosmic Boy e Saturn Girl scoprono il piano e disattivano la bomba inviata dai terrestri di Niedrigh. Nonostante questo, vengono fermati dalla colonia Argo per sospetto terrorismo. Fortunatamente arrivano Superman e SuperGirl. Inaspettatamente, tutta la colonia Argo si inchina a Superman, chiamandolo "salvatore".
Superman viene accompagnato dal cancelliere di Argo, Pa-Vel, nelle sale storiche della città, dove gli spiega la vera missione della loro guerra: trovare il corpo del loro dio. Intanto Saturn Girl comunica a Brainiac 5 di contattare tutti i legionari dallo spazio e dal tempo, utili per la guerra. Superman dice a SuperGirl che è stata usata da Argo come pedina, per avere informazioni sulle coordinate della tomba di Faora sulla Terra (nona stagione, kandoriana incinta del figlio di Zod, uccisa dallo stesso Zod), venerata come un dio. Booster e Skeets dopo una lotta vengono catturati da alcuni agenti del Governo Terrestre. Tornati sulla Terra, Superman e SuperGirl individuano il luogo di sepoltura di Faora: la foresta amazzonica; giunti sul posto, nonostante siano inseguiti dal Governo Terrestre, scoprono che il bambino di Faora sia la chiave per poter dare i poteri ai nuovi Kryptoniani di Argo (poiché il feto era stato concepito sotto il sole giallo). Nel frattempo si scopre che anche il Governo Terrestre aveva messo precedentemente le mani nella tomba di Faora; hanno infatti integrato il dna del feto nel corpo di Doomsday (ritrovato sotto la vecchia Metropolis, in seguito alla lotta con Clark, ottava stagione). Niedrigh ammira il risorto Doomsday.
- 11x15

Booster Gold e Skeets si trovano nella navicella di Niedrigh sotto tortura, al fine di dare qualche notizia in più al Governo Terrestre. Cosmic Boy intanto da la carica a tutta la Legione affinché possano salvare Argo e la Terra, anche senza il loro consenso. Intanto Kara cerca di estorcere informazioni agli uomini di Niedrigh in modo violento; quando Superman cerca di calmarla viene scaraventato via dalla stessa cugina, che lo accusa di difendere i terrestri. Dopo una dura lotta tra loro, i due ritrovano la serenità. Poco dopo vengono contattati dalla Legione e dal cancelliere Pa-Vel: Argo è sotto l'attacco di Doomsday.
In risposta all'attacco di Doomsday, i kryptoniani inviano una nave bomba su Metropolis. Brainiac 5 crede che Doomsday sia stato inviato da Niedrigh senza l'approvazione del governo terrestre. Intanto Booster Gold riesce a fuggire insieme a Skeets dalle guardie terrestri. Mentre i Legionari cercano di fermare la nave bomba diretta a Metropolis, Superman con l'aiuto di Saturn Girl instaura un collegamento telepatico con i kryptoniani al fine di contattarli per aiutarlo a sconfiggere Doomsday. Vista la forza del mostro, Superman è costretto al gesto estremo: portarlo con lui verso il sole. Nel frattempo, a Metropolis la bomba improvvisamente esplode distruggendo la città.
I Legionari giunti a Metropolis mettono in salvo i superstiti grazie anche all'aiuto di Booster Gold che li raggiunge con una navicella. Stranamente giunge anche il Governo Terrestre a dare una mano al fianco dei Legionari. Intanto a grande velocità Superman scaglia, con se stesso, Doomsday verso il sole. Prima di precipitare nel fuoco, proprio mentre sta comunicando i suoi ultimi pensieri (telepatici) a Saturn Girl, viene salvato da Supergirl e i Legionari, che hanno formato come una catena umana per salvarlo dal sole. Tornato in una Metropolis in ricostruzione, Clark nota una madre intenta a riacciuffare un vivace figlio con il vizio della velocità: Bartholomew Allen. All'incontro con i Legionari, Brainiac 5 comunica a Clark l'inizio della pace fra Nuovo Krypton e la Terra e di come quest'ultima abbia rinnegato le scelte di Niedrigh. Superman vola con Supergirl nello spazio, invitandola nel suo secolo; lei dice che non è ancora il tempo, vuole godersi finalmente questi attimi di pace. Ora Superman e Booster Gold possono finalmente tornare nella loro Metropolis e al loro "tempo".

### Olympus
- 11x16

20 ANNI PRIMA. Un ragazzino di nome Steve Trevor, unico sopravvissuto ad un incidente aereo, si trova su un'isola deserta. Qui stringe amicizia con una ragazzina dell'isola, Diana Prince/WonderWoman. Quest'ultima cerca di proteggerlo e nasconderlo, in quanto sull'isola è vietata la presenza di uomini.
15 ANNI PRIMA. Mentre Diana e Steve stanno giocando, compare Ippolita, la madre di Diana, seguita dalle sue amazzoni. Una di queste afferma che devono uccidere Steve. La regina Ippolita prende in custodia il ragazzo, dicendo di sapere cosa fare.
NEL PRESENTE. A Washington DC, Martha Kent sale in macchina del direttore dell'organizzazione segreta D.E.O., il sig. Bones, che le chiede, una volta concluso il mandato di senatrice, di lavorare per lui. Martha non sembra essere interessata, essendo a conoscenza delle azioni dell'organizzazione, da quando era in conflitto contro Checkmate, come "Regina Rossa" (ep.serie.tv.9x21). Improvvisamente la loro auto viene attaccata da alcuni strani individui. Una donna misteriosa compare in scena, salvando Martha Kent e facendo dileguare i sovversivi. Martha avverte subito Clark dell'accaduto; quest'ultimo prende il primo aereo con Lois per raggiungere Washington DC. A casa di Martha, parlano di Conner (decima stagione) e del suo inserimento nella scuola di Garrick; ed a proposito dell'attacco subìto, Lois e Clark decidono di far luce sulla misteriosa donna e sulla D.E.O. Clark si dirige quindi verso la D.E.O., ma sul posto trova solo un grande lago; ad un certo punto dallo stesso emerge una struttura e da lì esce un uomo che si presenta come "Steve Trevor". Lois Lane rintraccia la misteriosa donna (Diana) sul tetto di un edificio a Washington. Non appena le due cominciano a parlare, vengono improvvisamente interrotte dalla comparsa di malefiche creature alate, che, come dice la donna, provengono da un luogo di leggenda e magia. Nel frattempo, all'interno della D.E.O., Steve Trevor dice a Clark Kent che l'agenzia è stata costituita per evitare che altre Checkmate possano in futuro ripresentarsi. All'improvviso suona un allarme e Steve lascia da solo Clark che si prepara per l'azione. Lois e Diana combattono fianco a fianco contro le creature, che riescono a ferire leggermente quest'ultima; Superman arriva e le sconfigge. In pochi minuti arriva anche una squadra della D.E.O., capitanata da Steve Trevor. Diana fugge via prima che Steve possa riconoscerla; quando Lois vede Trevor, rivela a Superman che era un suo ex-fidanzato. Intanto, in un luogo oscuro, le creature alate, ora trasformate di nuovo in uomini, trasportano gocce di sangue di Diana (prelevate durante l'ultimo scontro) al loro leader, Felix Faust, il quale afferma che "il mondo degli uomini sarà immerso nel buio che merita".
- 11x17

10 ANNI PRIMA. Diana riesce a costruire una specie di deltaplano con i resti dell'aereo con il quale Steve Trevor era precipitato sull'isola, in modo da poter partire alla ricerca di sua madre, mai più tornata da 5 anni, dopo essere partita con Steve, per riportarlo negli USA. Artemis (sorella più piccola di Diana) le sconsiglia di partire in quanto è lei l'erede dell'isola. Nonostante questo, Diana prende il volo.
NEL PRESENTE. Clark Kent riesce a trovare Diana e le rivela la sua vera identità. Watchtower comunica loro le coordinate dove sono state avvistate creature malefiche simili a quelle che hanno attaccato la D.E.O. I due si dirigono sul posto; qui alcune pietre raffigurano antiche immagini di amazzoni e Superman preleva alcune impronte. Dalle figure, Diana pensa che sua madre sia viva. Nel suo ufficio, Bones si fa truccare per l'ennesima volta, per poter nascondere il suo vero aspetto: "uno scheletro nero". Dalle impronte risulta l'identità di Felix Faust. Grazie a Martha, Clark scopre una foto di un'agenzia chiamata "Shadowpact" che ritrae insieme Bones e Felix negli anni quaranta. Intanto, in una sala congressi, Bones incontra Felix. Entrambi, stranamente, non sono invecchiati di un giorno rispetto a quella foto. Qui Felix lo avverte che sta continuando da solo la missione della Shadowpact e per farlo Diana dovrà essere arrestata; Felix, con i suoi poteri (è capace di togliere e dare la vita) minaccia Bones di ucciderlo se Diana non verrà messa fuori gioco. Intanto quest'ultima entra in casa di Steve per rovistare tra i suoi beni; ma improvvisamente Steve la scopre. Diana gli rivela la sua identità, di quando erano ragazzini sull'isola di Themyscira. Ad un tratto si sente dall'esterno la voce di Bones che la dichiara in arresto. Superman, dal cielo, nota del fumo provenire dalla casa di Steve. Giunto sul posto, nota Diana alle prese con un carro-armato, del quale la donna si sbarazza facilmente. Steve cerca di far ragionare Bones e il Generale Lane (collaboratore di Bones per la cattura di Diana), ma senza risultato. Mentre Diana continua la sua battaglia con l'esercito, un cecchino mira alla testa di Steve. Fortunatamente il proiettile incontra la mano di Superman. Quest'ultimo chiede spiegazione al Generale Lane sui crimini di Diana, ma questi gli risponde che l'ordine è partito dal presidente in persona. Diana spiega che sta cercando solo sua madre; Bones le promette che se accetterà di essere arrestata, la porterà lui stesso da sua madre; e così accetta. Felix, compiaciuto della cattura di Diana, ora può dare il via al suo piano: liberare il suo padrone, che anni fa fu fermato dalla madre di Diana (imprigionata nel nascondiglio di Felix). 
- 11x18

Bones tiene in custodia Diana, nel suo ufficio, e le racconta del patto che fecero lui e Faust tanti anni fa con Ade (il dio degli inferi); seguire i suoi ordini per avere la vita eterna. Lo stesso Bones, però, venne meno agli ordini di Ade e la sua punizione fu quella di essere trasformato in uno scheletro nero; al contrario Faust sta ancora continuando la missione, deve far resuscitare Ade, e per questo Diana deve essere messa fuori gioco, sarebbe solo d'intralcio. Intanto Clark è alla D.E.O. intento a trovare informazioni sulla madre di Diana. Qui scopre l'esistenza di una stanza segreta, la 815; con gran sorpresa trova all'interno la madre di Diana, Ippolita, in ibernazione. Ad un certo punto un muro della stanza cede ed entra Faust con alle spalle un mostro (un polipo gigantesco) che colpisce Clark. Mentre Lois e Steve discutono in modo acceso con il Gen. Lane a proposito dell'arresto di Diana, Bones viene avvisato dell'irruzione di Faust nella D.E.O. Qui, sotto gli occhi di Clark e dell'appena arrivato Bones, Faust, dopo aver ucciso lo stesso Bones, prende il gioiello posto sulla fronte di Ippolita, e con un incantesimo invoca Ade; ed ecco che il dio degli inferi rinasce riemergendo dalla terra. Clark e Diana approfittano del momento per liberare Ippolita, ma quando si voltano, Faust ed Ade sono spariti. Faust ed Ade si dirigono verso il cimitero più vicino, qui il dio degli inferi trasforma i morti in zombi. I due vengono intercettati da Superman, che si dirige verso di loro. Intanto Diana ed Ippolita discutono su cosa fare per distruggere Ade; Diana prende l'armatura che vestiva Ippolita mentre era in ibernazione, e la indossa, diventando così Wonder Woman. 
- 11x19 (ultimo)

Washington è nel caos più totale. Superman cerca di liberare l'aereo del Presidente degli U.S.A. attaccato da strane creature invocate da Ade, dopo di che si dirige verso il potente mostro. Wonder Woman è invece alla D.E.O. dove si occupa delle stesse creature che oramai hanno invaso tutta la città. Superman si scontra con Ade, il quale gli chiede se è davvero umano, vista la sua forza e i suoi poteri. Faust comunica telepaticamente ad Ade che un forte nemico si sta avvicinando, e che non è Ippolita come in passato, bensì la figlia Diana (Wonder Woman). Intanto in città una creatura di Ade rapisce Steve Trevor, sotto gli occhi di Lois e del Gen. Lane. Finalmente arriva Wonder Woman che dice a Superman che l'unico modo di rimprigionare il demone è quello di uccidere Faust (colui che lo ha evocato). Dopo aver distrutto alcuni esseri malefici, Superman, contrario al dover uccidere un umano, vola prendendo con sé il demone, e gli intima di arrendersi in quanto è deciso a lanciarlo nello spazio profondo per non farlo più tornare sul pianeta. Ade si arrende e torna al suo mondo, lanciandosi verso il centro della Terra; Wonder Woman scaraventa, nel buco provocato da Ade, anche Faust. Dopo aver risolto la situazione i due si prendono cura di Steve. In TV il Presidente degli U.S.A. spiega gli ultimi avvenimenti accaduti in città, ringraziando pubblicamente Superman e Wonder Woman. Intanto, questi ultimi, parlano di come loro e altri come loro possono dare luce ad un futuro migliore. La regina Hyppolita è in partenza con un aereo, sotto gli ordini del Gen. Lane; qui saluta calorosamente la figlia Diana, oramai membro della D.E.O., e Steve Trevor, diventato il nuovo capo del dipartimento. Clark si ritrova nella capitale, per discutere con Martha Kent del passato che si sono lasciati alle spalle. Clark le dice che vuole fare di più di quanto sta facendo ora; quindi vola nel giardino del Presidente degli U.S.A. e gli si presenta come Superman, o meglio Kal-El, alieno del pianeta Krypton, rivelando così le sue origini al mondo.

## Fuori/serie

### Effigy
Protagonisti: Batman e Martian Manhunter.
Il detective John Jones, meglio conosciuto come J'onn J'onzz (per intenderci il marziano amico di Clark), rientra nella sua casa terrestre, quando, udendo strane voci (presenze), cade a terra. Nel frattempo, nella città di Gotham, Batman e Nightwing combattono contro alcuni sovversivi, quando un alieno bianco li attacca e poi scappa. Alla Bat-Caverna, Bruce Wayne/Batman fa delle ricerche; di lì a poco arriva John Jones/Martian Manhunter a chiarirgli che si tratta di un marziano. I due si dirigono sul posto dell'ultimo avvistamento, dove James Gordon comunica loro che l'alieno bianco in ogni luogo lascia sempre lo stesso simbolo, quello di John Jones. Il detective John Jones fa ritorno al suo appartamento, dove ad accoglierlo trova l'alieno bianco; fra i due comincia una lotta senza tregua; solo all'arrivo di Batman, la creatura si dilegua, accusando di omicidio John Jones.
John Jones racconta a Batman della guerra fra marziani verdi e marziani bianchi, alla quale prese parte; fu l'unico sopravvissuto fra le due fazioni. Jor-El lo aiutò, facendolo suo alleato. Alla Bat-Caverna riescono a localizzare il probabile nascondiglio del marziano bianco: in Colorado. Qui comincia una lotta fra Martian Manhunter e il marziano bianco M'gann M'orzz; quest'ultima, cominciando a ragionare sulle parole di Martian Manhunter, capisce tutto l'accaduto; ormai è inutile continuare a farsi la guerra. Così i due prendono il volo verso Marte.

### Valkyrie
Protagonisti: Lois Lane e Lana Lang.
Lois Lane è in viaggio in aereo, destinazione deserto africano. Una volta scesa continua il suo viaggio in jeep in compagnia dell'esercito. Qui un militare parla del vigilante dell'Africa, chiamato "Angelo dell'Altopiano"; all'improvviso si verifica un'esplosione; Lois salta subito fuori dalla jeep, ma un'altra sbalzata in aria le sta per cadere addosso. Qualcuno arriva in tempo ed afferra la jeep con forza sovraumana, ma non è Superman come crede Lois, ma Lana Lang.
Lana spiega a Lois del traffico di innocenti da parte dei terroristi africani, che cerca di fermare ogni giorno; intanto gli stessi terroristi decidono di arruolare Metallo/John Corben per uccidere l'"angelo" (Lana).
Lana ospita Lois nel suo rifugio, quando arriva Metallo che attacca gli innocenti rifugiati da Lana. Metallo ha un nuovo cuore verde donatogli dal Giocattolaio, in grado di assorbire tutta l'energia della kryptonite esterna e rafforzarlo ulteriormente. Dopo lo scontro con Lana, Metallo acquisisce una grandissima energia.
Metallo comincia quindi a dare la caccia a Lana e Lois; grazie ad un piano strategico, Lana riesce ad andare addosso a Metallo con un camion che successivamente Lois fa saltare in aria grazie ad un razzo riuscendo a mettere ko il sovversivo. Disattivato il cuore verde di Metallo, l'uomo viene preso in consegna da un'agenzia chiamata D.E.O. (Dipartimento di Operazioni Extranormali). Lana confida a Lois che rimarrà lì, anche senza poteri, per aiutare la popolazione.

### Hollow
Protagonisti: Tess Mercer e Lex Luthor
Il Dr.Hamilton nella Watchtower è intento ad aggiornare alcuni programmi; qui intrattiene un discorso con Tess. Quest'ultima, malgrado nota qualche stranezza nella sua nuova forma virtuale, fa cenno ad Hamilton che va tutto bene. Nel frattempo Otis cerca di rinfrancare Lex, mai più uscito di casa dopo le ultime sfortunate vicende (controllo sulla posizione di Superman, e scomparsa di Tess dalla sua mente). Questa volta però Otis, con una notizia, riesce a stimolare la sua curiosità: una nave che mesi fa cadde a Smallville (11x03). All'uscita del palazzo, i due vengono malmenati da ex-dipendenti di Lex, licenziati poco tempo prima; la vicenda appare sui monitor di Tess, che però decide di non chiamare nessun vigilante per fermare ciò che sta succedendo. Lex si risveglia in ospedale, dove fa capire ad una psicologa che lo assiste, mandata da Otis, che grazie alla rissa le sue azioni in borsa sono in crescita (e che tutto potrebbe essere stato una messa in scena). Tess, osservando sui monitor Lex in ospedale, è tentata dal cambiare la prescrizione ospedaliera di quest'ultimo, con farmaci pericolosi; fortunatamente viene interrotta dalla ricezione di una chiamata di emergenza: una palazzina a Metropolis è in fiamme; nessun vigilante è disponibile e perciò tocca a Tess salvare la situazione, prendendo il controllo di una gru per salvare alcune persone. Più tardi Lex fa visita alla LexCorp, dove alcuni scienziati lo informano che sul terreno dove fu avvistata la nave sono presenti composti riconducibili ad un altro pianeta, e che la nave stessa è ora di proprietà della Star Labs; Lex intende prenderla con la forza. Alla Star Labs, Tess intrattiene un discorso con Henshaw (quello che ne resta) sulla rabbia che la sta logorando. L'ex militare le fa presente che se riesce a rendersi conto della rabbia che ha, può anche debellarla e continuare a fare del bene. Nel frattempo scatta un allarme; Lex e i suoi stanno facendo irruzione nella Star Labs. Questi tagliano la corrente e in una colluttazione sparano al Dr.Hamilton, intento ad ordinare di crittografare tutti i dati sui vigilanti. Vedendo questa scena Tess rimane impotente, fin quando non prende il controllo di un robot/cyborg. Tess attacca i soldati inviati da Lex e protegge in tutti i modi la StarLabs; infine cattura Lex, ma proprio quando è sul punto di ucciderlo, decide di risparmiarlo, mettendo in stand-by il robot. Dopo alcuni giorni di ospedale, Emil si reca alla Watchtower; qui Tess gli rivela di sentirsi più umana, e di riuscire persino a sognare. Intanto alla LexCorp, Lex dice ad Otis che, nell'irruzione alla StarLabs, i suoi uomini hanno trovato qualcosa riguardo alla misteriosa navicella, proveniente da Terra2, pianeta ormai distrutto, e afferma di voler salvare la propria Terra.

## Edizioni da collezione
| Titolo                                  | Numeri contenuti                 | Data di pubblicazione |
| --------------------------------------- | -------------------------------- | --------------------- |
| Smallville: Season 11 Vol. 1: Guardian  | #1-4 (1-12 capitoli digitali)    | aprile 2013           |
| Smallville: Season 11 Vol. 2: Detective | #5-8 (13-24 capitoli digitali)   | agosto 2013           |
| Smallville: Season 11 Vol. 3: Haunted   | #9-12 (25-40 capitoli digitali)  | ottobre 2013          |
| Smallville: Season 11 Vol. 4: Argo      | #13-15 (42-53 capitoli digitali) | marzo 2014            |
| Smallville: Season 11 Vol. 5: Olympus   | #16-19 (56-69 capitoli digitali) | ottobre 2014          |